# Milagro (album)
Milagro – album studyjny zespołu Santana z 1992. Album był dedykacją dla zmarłych Milesa Davisa i Billa Grahama.

## Lista utworów
Opracowano na podstawie materiału źródłowego.
1. „Introduction – Bill Graham (Milagro)” (Johnson, Marley, Santana) – 7:34
2. „Somewhere in Heaven” (Ligertwood, Santana) – 9:59
3. „Saja/Right On” (Derouen, Gaye, Roccisano) – 8:51
4. „Your Touch” (Santana, Thompson) – 6:34
5. „Life Is for Living” (Sefolosha) – 4:39
6. „Red Prophet” (Rietveld) – 5:35
7. „Agua que va caer” (Valdes, Arango) – 4:22
8. „Make Somebody Happy” (Santana, Ligertwood) – 4:14
9. „Free All the People (South Africa)” (Holmes) – 6:04
10. „Gypsy/Grajonca” (Santana, Thompson) – 7:09
11. „We Don’t Have to Wait” (Santana, Peraza, Thompson) – 4:34
12. „A Dios” (Santana, Coltrane, Evans) – 1:21

## Twórcy
Opracowano na podstawie materiału źródłowego.

- Carlos Santana – gitara, wokal
- Chester Thompson – keyboard, Róg, wokal wspierający
- Benny Rietveld – gitara basowa
- Walfredo Reyes – istrumenty perkusyjne, perkusja
- Raul Rekow – timbales, perkusja, wokal
- Karl Perazzo – timbales, guido, quinto, bongosy, wokal
- Billy Johnson – perkusja („Right On”, „Your Touch”)
- Tony Lindsay – wokal („Life Is for Living”, „Make Somebody Happy”)
- Alex Ligertwood – wokal („Somewhere in Heaven”)
- Larry Graham – wokal („Right On”)
- Wayne Wallace – puzon („Agua que va caer”, „Free All the People”, „Milagro”)
- William Ortiz – trąbka („Agua que va caer”, „Free All the People”, „Milagro”)
- Robert Kwock – trąbka („Agua que va caer”, „Free All the people”, „Milagro”)
- Melecio Magdaluyo – saksofon („Agua que va caer”, „Free All the People”, „Milagro”)

## Notowania
| Lista         | Kraj              | Pozycja |
| ------------- | ----------------- | ------- |
| Billboard 200 | Stany Zjednoczone | 102     |